# Parque nacional colinas de Palani

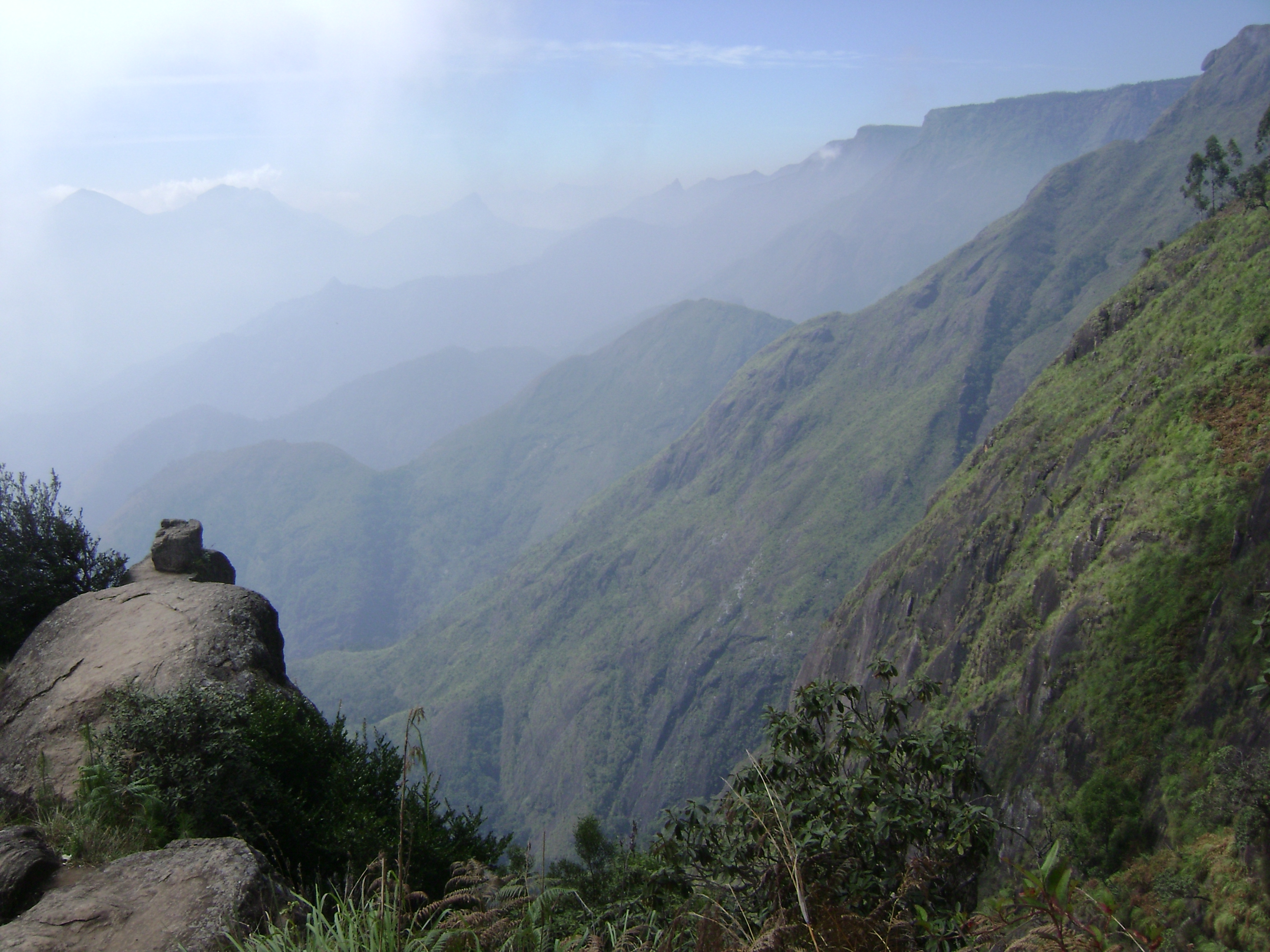
Un escarpe en las Montañas Palni.

El parque nacional colinas de Palani es una propuesta para área protegida en el Distrito de Dindigul, en la India. El parque incluirá aproximadamente un 36% de los 2,068 kilómetros cuadrados de las Montañas Palni.
Las coordenadas del parque nacional colinas de Palani son 10°14′43″N 77°31′26″E. 
El parque cuenta con varias cascadas, concretamente 26, y unas 10 montañas de varios tamaños distintos entre ellas.   
Tiene un clima monzónico. Cerca y en el parque también viven varias tribus. En la zona hay una variada y extensa fauna, que incluye numerosas especies  de plantas, mamíferos, y un sinnúmero de reptiles e insectos, que hace del parque un lugar más llamativo para los turistas.

## Tribus de la zona

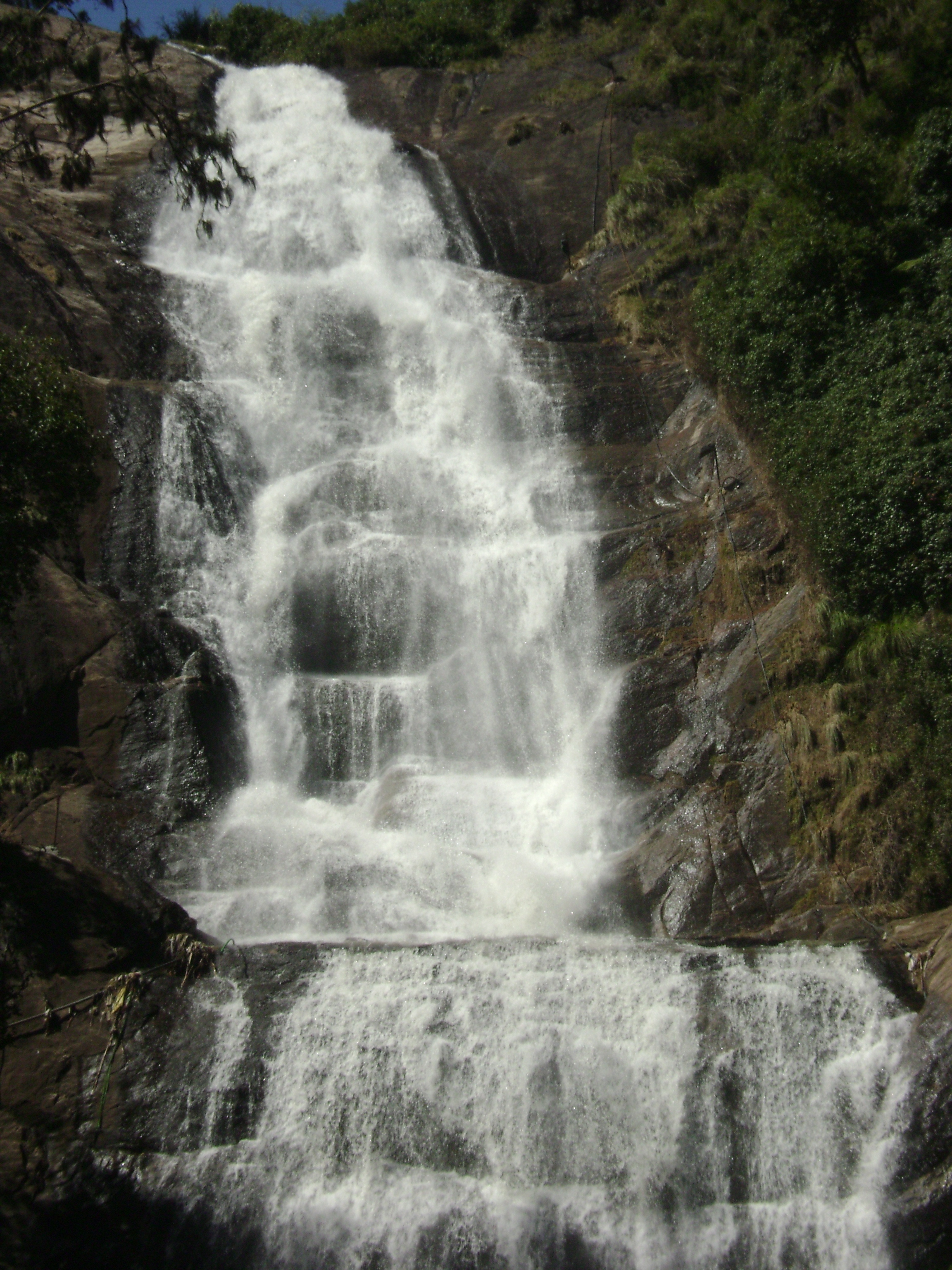
Cascada plateada, altura del salto 55 m.

Varias tribus nómadas paliyanas han vivido en algunas de las varias cuevas del valle de Manjampatti. Personas de la etnia Paliyan moran en proximidades de la cueva de Kukal. Los Pulayan de lengua tamil son denominados MalaPulayanos. Su sustento tradicional es la recolección de ñames y la caza de pequeños animales en las áreas forestales cercanas, combinadas con el cultivo de varias especies de mijo en pequeñas parcelas ubicadas cerca de sus aldeas.
Viven en pequeñas aldeas de chozas y en colonias construidas por el gobierno. La vida sedentaria comenzó con la construcción de casas de grupo por parte del gobierno a principios de la década de 1960. La comunidad está dividida verticalmente en dos divisiones secundarias llamadas Koora y Kanni, subdivididas en 47 sub sectas. Cada subsección se llama Kootams, que regula ciertos eventos sociales. Cada kootam tiene su propia deidad, que es común a todo el grupo y una vez al año los miembros del mismo kootam se reúnen para adorar a su deidad.

## Geografía
Las colinas de Palani son un espolón hacia el este de los Ghats Occidentales con una longitud máxima este-oeste de 65 km, y un ancho norte-sur de 40 km. El área es 2.064 km². Estas colinas se elevan en escarpadas pendientes hasta una meseta ondulada que va desde los 1.600 m s. n. m. hasta más de 2.000 m s. n. m.
El extremo occidental del parque es contiguo al área central del Valle de Manjampatti del Parque nacional Indira Gandhi y al Parque nacional Chinnar en Kerala. El Santuario Kurinjimala en Kerala limita con el vértice suroeste del parque.  Estos santuarios de vida silvestre se encuentran junto al recientemente creado Parque nacional Eravikulam.
El área del parque incluye solamente tierras forestales de reserva, incluidas las laderas norte y sur de las Colinas de Palani, Kallar, Upper Palani Shola, Allinagaram y Palani Hills Northern Slope West Reserve Forests en Dindigul y Kodaikanal Forest Divisions.